# Badia a Coltibuono
Badia a Coltibuono ist ein ehemaliges Kloster in der Nähe von Gaiole in Chianti in der Toskana (Italien). 

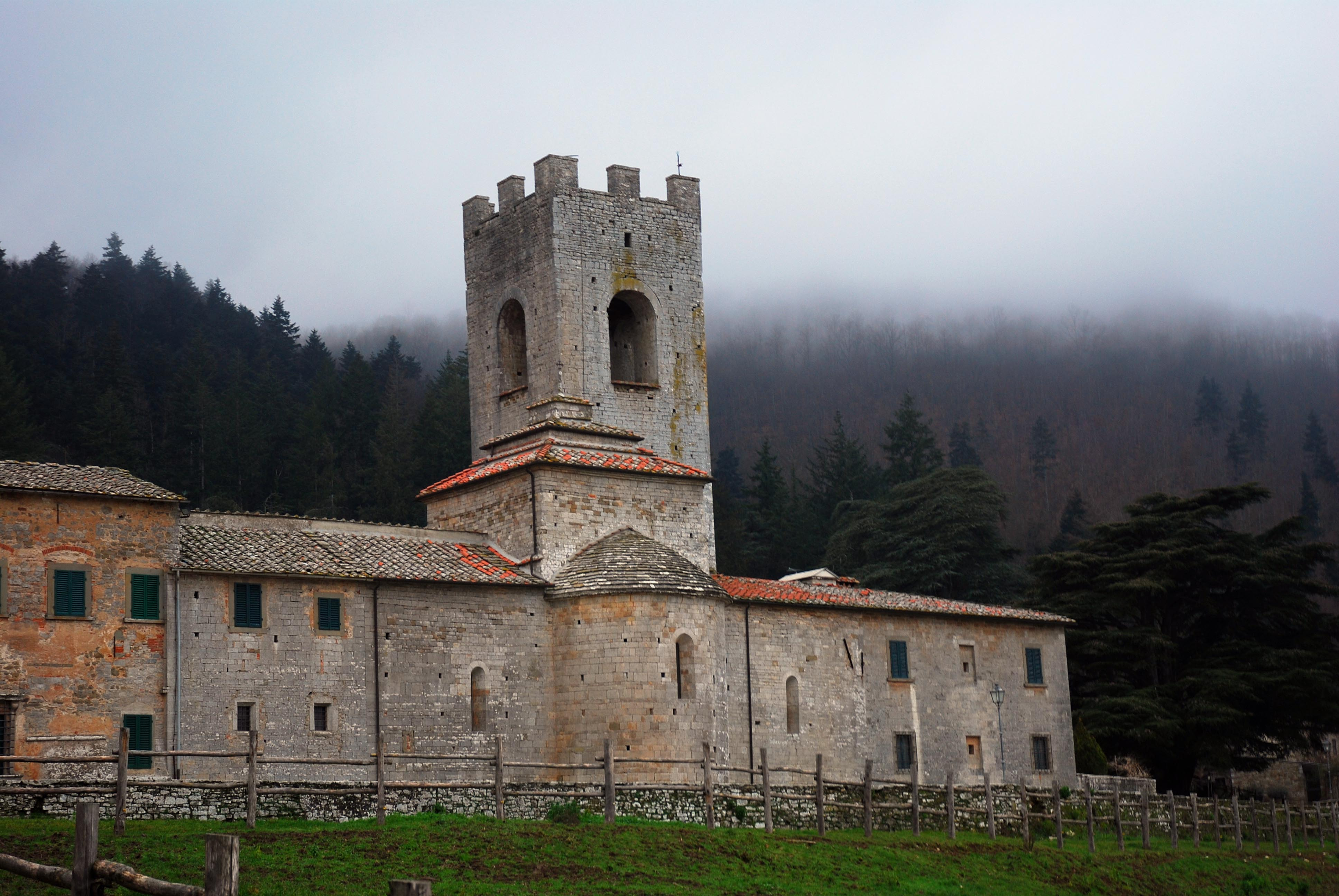
Badia a Coltibuono

## Geschichte
Vallombrosa-Mönche eines Benediktiner-Ordens begannen 1051 mit dem Bau des Klosters, dessen Name übersetzt „Abtei der guten Ernte“ heißt. Es ist damit eines der ältesten Klöster der Toskana. Vermutlich siedelten die Etrusker jedoch schon vor 2000 Jahren hier. Die Mönche legten Weinberge und Olivenhaine an. 1107 starb hier Benedikt Ricasoli, seine Reliquien befinden sich heute noch am Hauptaltar. Im 15. Jahrhundert, unter dem Schutz Lorenzo de’ Medici, erlebt das Kloster seine Blüte. Nachdem die Toskana 1810 unter die Vorherrschaft Napoleons gelangt war, mussten die Mönche das Kloster verlassen, weil es säkularisiert wurde. 1811 wurde es zunächst in einer Lotterie verkauft – bis es 1846 von der Familie der heutigen Besitzer erworben wurde.

## Weingut
Heute ist das ehemalige Kloster ein renommiertes Weingut, das von der Familie Stucchi Prinetti geführt wird. Die Witwe des bereits verstorbenen Piero Stucchi Prinetti ist Lorenza de’ Medici, die eine bekannte Kochbuchautorin ist. 
Das Weingut ist bekannt für seine Chianti classici und Riserva-Weine, es werden aber auch eine ganze Reihe Weißweine angeboten.